# ゾンダ
ゾンダ(スペイン語 : Zonda)とは、アンデス山脈から東側のアルゼンチンへと吹き下ろす、乾燥した高温の西風。フェーン風の1種。
冷たく乾燥した南極海洋性気団に由来する風が、6,000m級のアンデス山脈越えの際に雲を発生させて熱を奪い、チリ側に雨を降らせて乾燥した後、吹き下ろしながら暖まってアルゼンチン側に吹きつける。風速は12m/sくらい（25mph）。
ゾンダが顕著なのはアルゼンチンの中西部で、ラ・リオハ州、サンフアン州メンドーサ州北部である。これらの地域はアンデス山脈の中でもっとも標高の高い地域の風下に当たるので、強いフェーン風となる。一方で、より北にあるアルティプラーノでは風が弱まる。
ゾンダは、寒冷前線が北東方向に移動していくときに発生する。高地やゾンダの影響が少ない周辺地域では寒いにもかかわらず、ゾンダの影響を受ける低地では高温に見舞われる。アンデス山脈では「ビエント・ブランコ(viento blanco)」と呼ばれる特有の強風をもたらす。ビエント・ブランコは猛烈な強風であり、風速は50m/sを超える。高地では大雪の原因となり、この地域で数少ない氷河の新雪となって毎年積み上げられていく。また、風下では高温のため雪を溶かすスノー・イーター（雪食い）となるが、氷河は水源となるため、乾燥地帯であるこの地域では重要な気象である。
1967～1976年の記録によると、ゾンダは午後の日中に吹き始め、1時間～12時間程度持続するパターンをとって2～3日断続的に吹き続ける。中断する時間帯は、「ビエント・スル(viento sur)」と呼ばれる南東風が吹いてゾンダを打ち消していると考えられている。ゾンダの9割は5月から11月の間に発生している。
zondaという名称はもともと、パンパでパンペロ(pampero)に先行して吹く暖かく湿った北風を意味する「ゾンド(sondo)」に由来する。